# 萨尔于尼翁
萨尔于尼翁（法語：Sarre-Union，法語發音：[saʁ ynjɔ̃]），法国东北部城市，大东部大区下莱茵省的一个市镇，隶属于萨韦尔讷区，其市镇面积为15.4平方公里，2022年1月1日时人口数量为2,751人，在法国城市中排名第3,906位。
萨尔于尼翁位于下莱茵省西北部，其市镇建于1794年，由萨尔河两岸的两个市镇合并而成并由此得名，现代是一个区域性的中心城市，法国A4高速公路由此通过。

## 地名来源
“萨尔于尼翁”一名由两部分构成，其中“萨尔”指流经此处的萨尔河，而“于尼翁”意为“联合”，因该地由两个市镇合并而得名。

## 历史
萨尔于尼翁所处区域历史上长期为普通村落，当地最初的记载出现于公元1328年，后出现城墙。三十年战争时期，当地的城墙被摧毁。
萨尔于尼翁建于1794年，由布克农和新萨尔韦登两个市镇合并而成。在1795年以前，萨尔于尼翁还是下莱茵省的一个地区行署。19世纪中期，一条地方铁路由此通过。1871至1918年间以及第二次世界大战期间，萨尔于尼翁所处的阿尔萨斯-洛林被德国占领。

## 地理

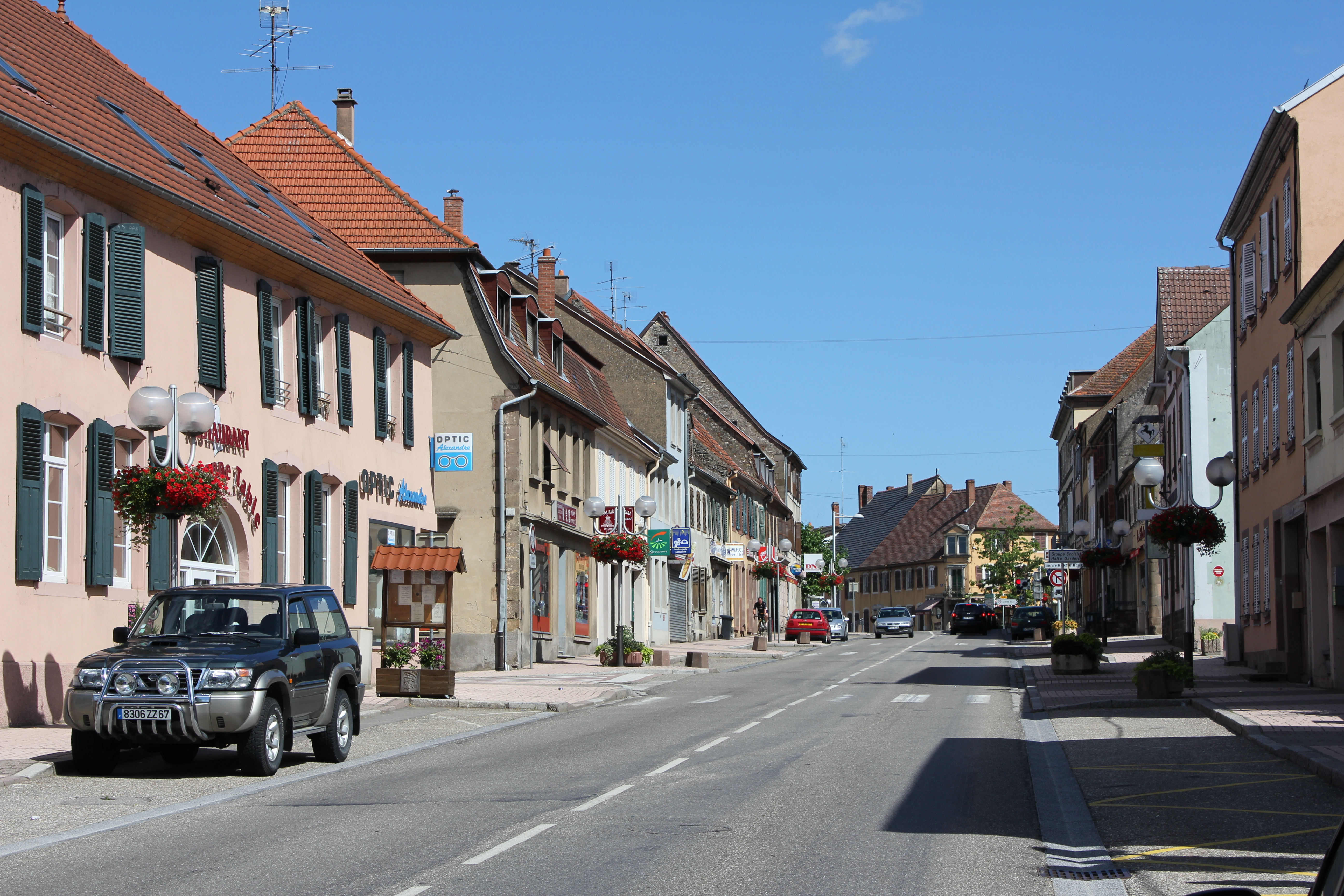
法尔斯堡街

萨尔于尼翁位于法国东北部，大东部大区东北部和下莱茵省西北部，距离省会斯特拉斯堡大约84公里。与萨尔于尼翁接壤的市镇包括：东费塞、阿尔斯基申、凯斯卡斯泰勒、里姆斯多夫、萨尔韦登、斯绍佩尔唐、沃埃莱尔丹让。

### 地形
萨尔于尼翁位于孚日山北部延伸地带，境内以丘陵和浅丘为主，市区地势由萨尔河向东西两侧略有抬升，全境海拔在217到330米之间。

### 水文
萨尔河自南向北流经境内，该河是莱茵河的支流。

### 植被
萨尔于尼翁属于温带落叶林区，市区内的主要林地分布于市境北部和东部。

### 气候
萨尔于尼翁在柯本气候分类法中属于温带海洋性气候，因距离海岸线相对较远，故又有一定的大陆性特征。

## 行政区划
萨尔于尼翁是法国大东部大区下莱茵省的一个市镇，编号为67434。萨尔于尼翁隶属于萨韦尔讷区和英格维尔县，同时也是外凸阿尔萨斯市镇公共社区的办公驻地。
法国国家统计与经济研究所（简称）在进行数据统计时，未将萨尔于尼翁划入任何城市核心区（Unité urbaine）及城市区（Aire urbaine），并将萨尔于尼翁整体划为一个“块区”（IRIS），以便于统计人口分布情况。

## 交通

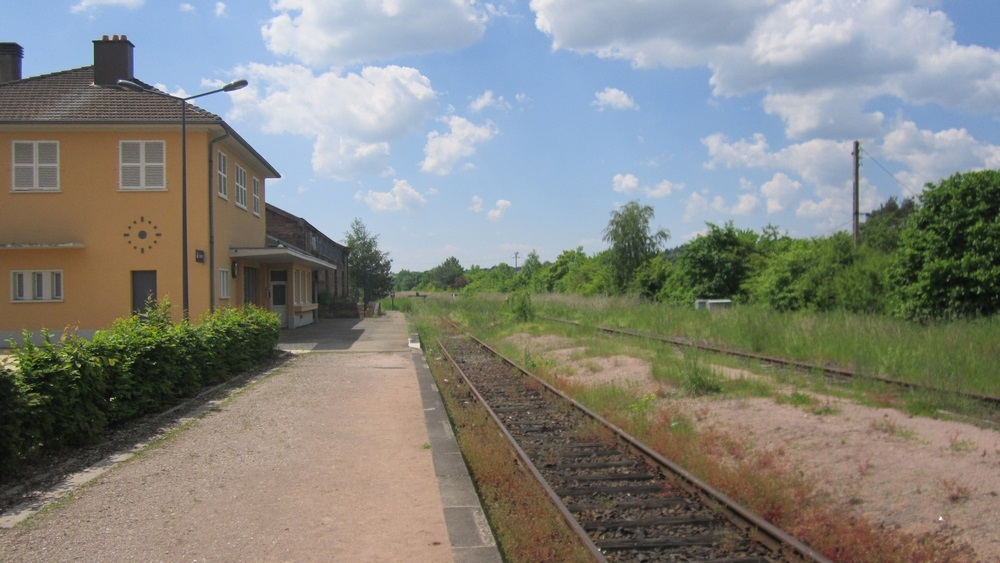
萨尔于尼翁火车站

### 公路
法国A4高速公路经过市区东部，通过43号出入口与市区连接，此外多条下莱茵省省道在萨尔于尼翁境内交汇，大东部大区下属的城际客运提供巴士线路，可前往萨尔格米讷、萨尔堡和萨韦尔讷。
2017年，65.2%的萨尔于尼翁家庭拥有至少一辆的私人汽车。2018年，萨尔于尼翁境内共发生各类交通事故3起，造成1人遇难，2人受伤。

### 铁路
萨尔于尼翁位于贝尔泰尔曼－萨尔格米讷铁路上，该铁路已于2018年12月停止客运服务。萨尔于尼翁站在2018年以前停靠前往萨尔格米讷的区域列车。

### 航空
萨尔于尼翁飞行场位于市区北部，仅供私人商务及救援使用。
距离萨尔于尼翁最近的民用航空站为斯特拉斯堡机场，距离萨尔于尼翁市中心的公路里程约97公里。

### 城市公共交通
萨尔于尼翁暂无城市公共交通系统。

## 政治

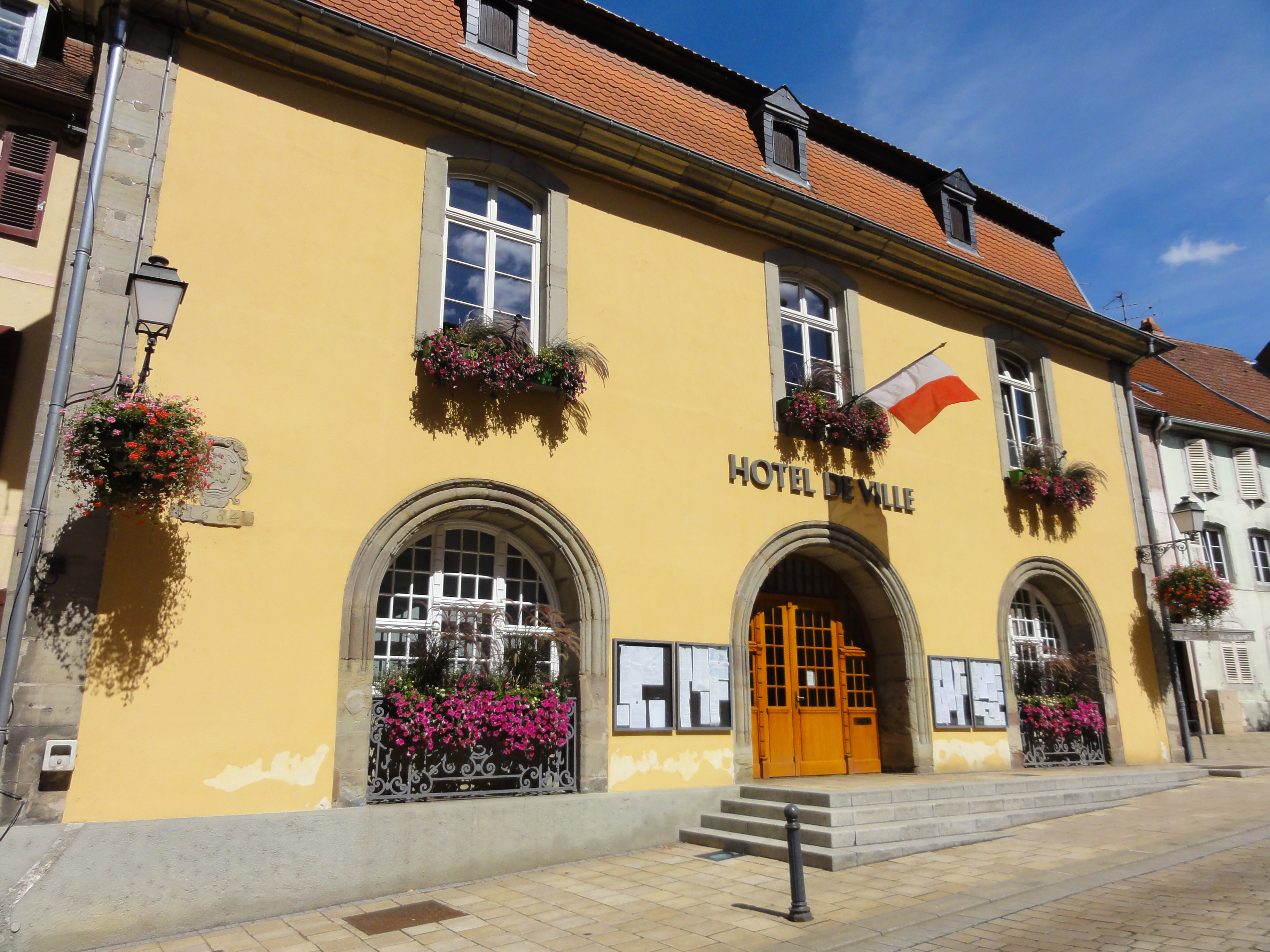
萨尔于尼翁市政厅

萨尔于尼翁的现任市长为马克·塞内先生（Marc Séné），他是共和党的一名成员，在2020年的市政选举中胜出（无其他候选人）。
在2017年的法国总统大选中，法国第25任总统埃马纽埃尔·马克龙在萨尔于尼翁获得了55.3%的支持率。

## 人口
2017年，萨尔于尼翁市镇人口数量为2,823，在法国排名第3,906位。其中男性1,355人，女性1,468人，75岁及以上人口占11.3%，外籍人口数量为561人，人口密度为183人/平方公里，当地居民被称为（男性）或（女性）。2018年，萨尔于尼翁境内出生28人，死亡人口44人。
| 年份   | 1936  | 1946  | 1954  | 1962  | 1968  | 1975  | 1982  | 1990  | 1999  | 2006  | 2007  | 2012  | 2017  |
| ------ | ----- | ----- | ----- | ----- | ----- | ----- | ----- | ----- | ----- | ----- | ----- | ----- | ----- |
| 人口數 | 2,632 | 2,563 | 2,431 | 2,645 | 2,965 | 3,130 | 3,169 | 3,159 | 3,356 | 3,185 | 3,161 | 2,961 | 2,823 |

## 经济
萨尔于尼翁是一个区域性的中心城市，当地共有各类用人单位410家，其中96.72%为中小型企业（PME），平均历史为18年，行政、医疗及社会服务是当地的主要就业岗位类型。

## 财政收入
2018年，萨尔于尼翁的财政收入总额为3,186,830欧元，财政支出总额为2,939,460欧元，当年的债务总额为867,400欧元。
2015年，萨尔于尼翁的人均收入总额为2,533欧元，其中高职人员为4,715欧元，普通职员为1,703欧元。
2017年，萨尔于尼翁境内的青壮年（15至64岁）失业率为19.3%，当地33.4%的家庭拥有纳税资格。

## 社会事务

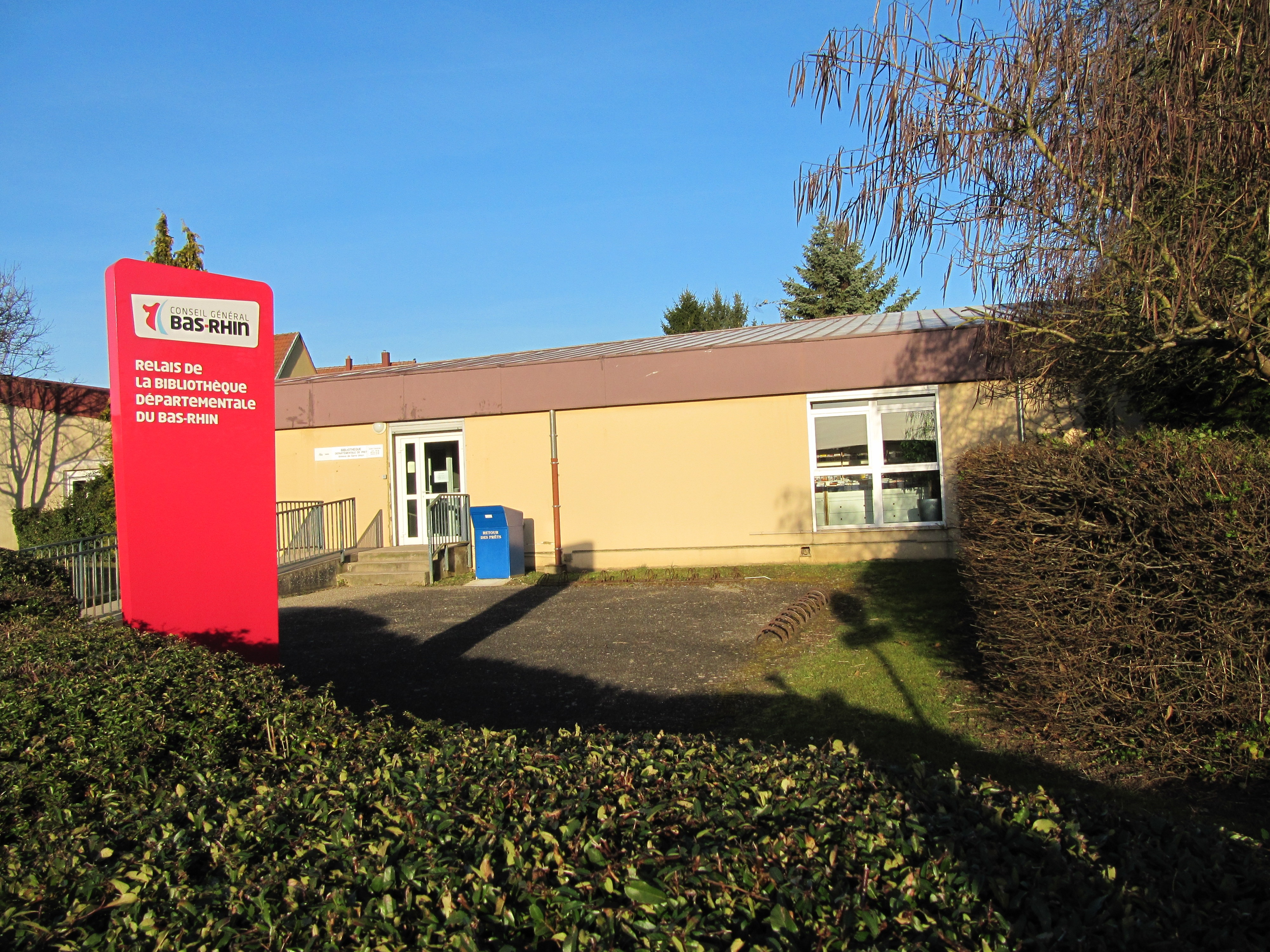
萨尔于尼翁市政图书馆

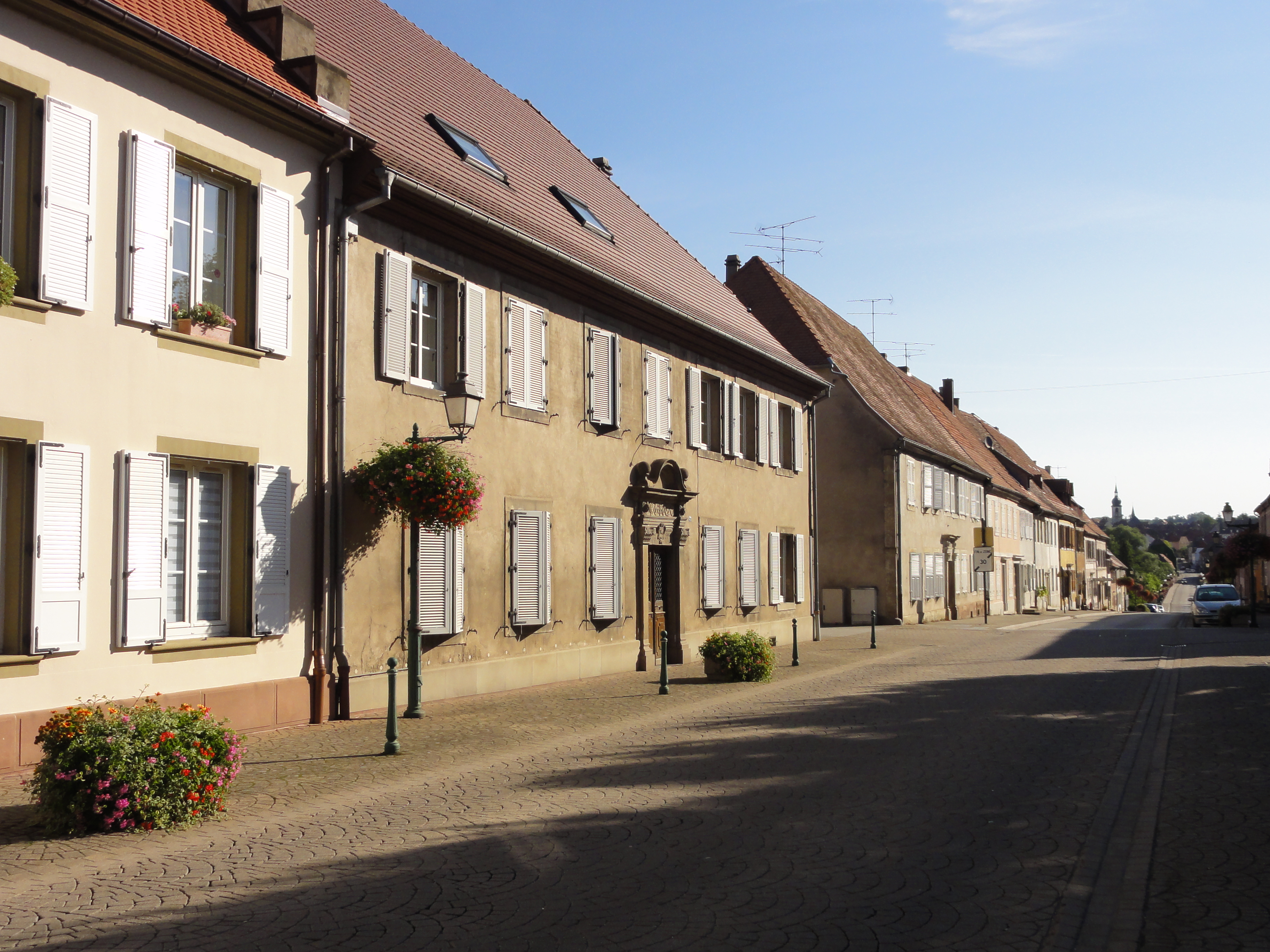
凡尔登街

### 教育
萨尔于尼翁属于斯特拉斯堡学区。截止2019年1月1日，萨尔于尼翁境内共有0所幼儿园、2所小学、1所初级中学和1所普通高中。2018至2019学年度，萨尔于尼翁境内共有在校中等教育阶段学生1,066名。

### 医疗
截止2019年1月1日，萨尔于尼翁境内共有全科医生8名、保健师8名、牙医2名、护士5名、眼科医生1名和助产士1名。境内共有药房2家和养老院2家。
距离萨尔于尼翁最近区域性医疗机构位于萨尔格米讷以及萨韦尔讷。

### 住房
2017年，萨尔于尼翁境内共有各类住房1,561套，其中61.5%为独立式居民区，主要分布于市区东西两侧；38.4%为集中式居民区，主要分布于市区中心。常住房屋占萨尔于尼翁市镇范围内居民建筑总量的78.5%。

### 商业
2018年，萨尔于尼翁境内共有各类商铺193家，其中餐饮服务类106家。市区南部建有大型开放式商业街区，Leclerc超市在此设有分店。

### 体育
2019年，萨尔于尼翁境内共有1间体育馆、1座综合体育场、3处网球场、1处马术场、2处足球或橄榄球场以及2处篮球或排球场。
萨尔于尼翁体育联盟是当地的一支足球队，成立于1924年，2020至2021赛季参加法國全國丙組聯賽（法戊）。

### 环境
萨尔于尼翁的环境事务由其所属的公共社区负责。2018年，萨尔于尼翁境内暂无污染企业。

### 治安
2014年，萨尔于尼翁及附近地区共发生各类案件2,506起，其中盗窃类案件1,332起，经济类案件275起，毒品交易类案件151起。

## 文化
萨尔于尼翁境内暂无文化设施。萨尔于尼翁市政府提供多媒体中心，向公众全年开放。

### 建筑
萨尔于尼翁境内有多处法国国家文物保护单位，其中圣乔治教堂（Église Saint-Georges）、萨尔于尼翁新教教堂（Église protestante de Sarre-Union）等为当地的代表性建筑物。

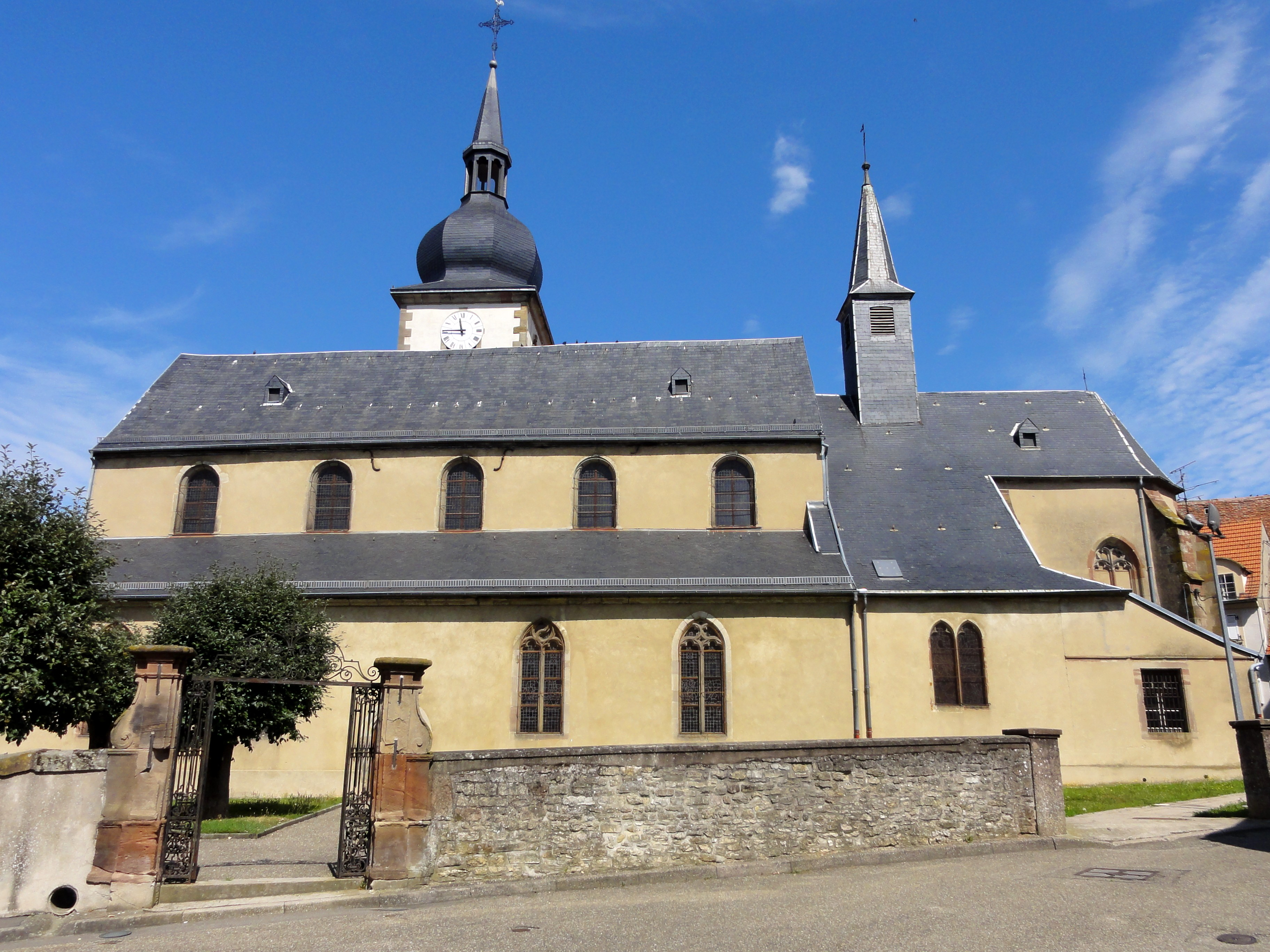
圣乔治教堂
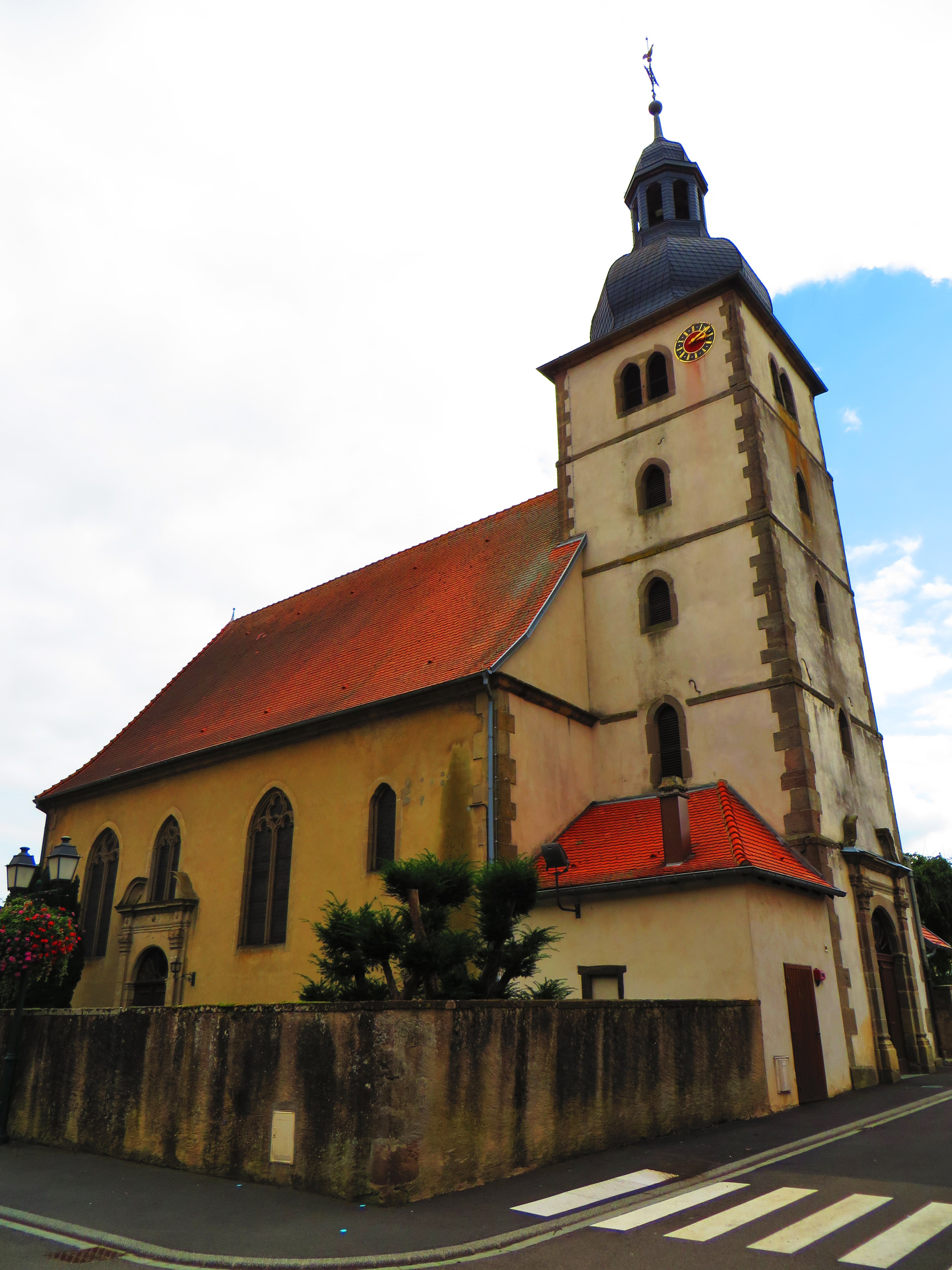
新教教堂
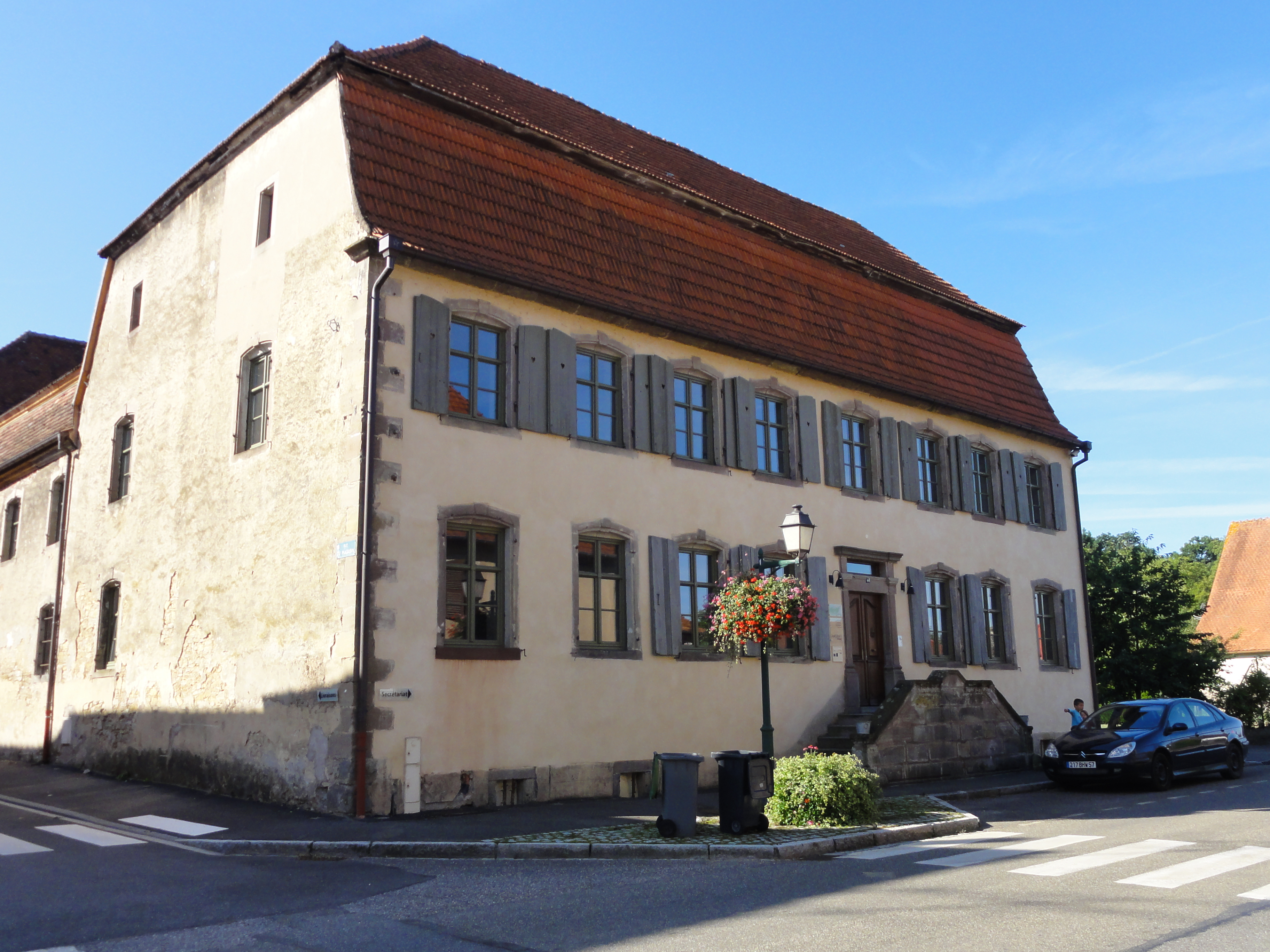
民居1
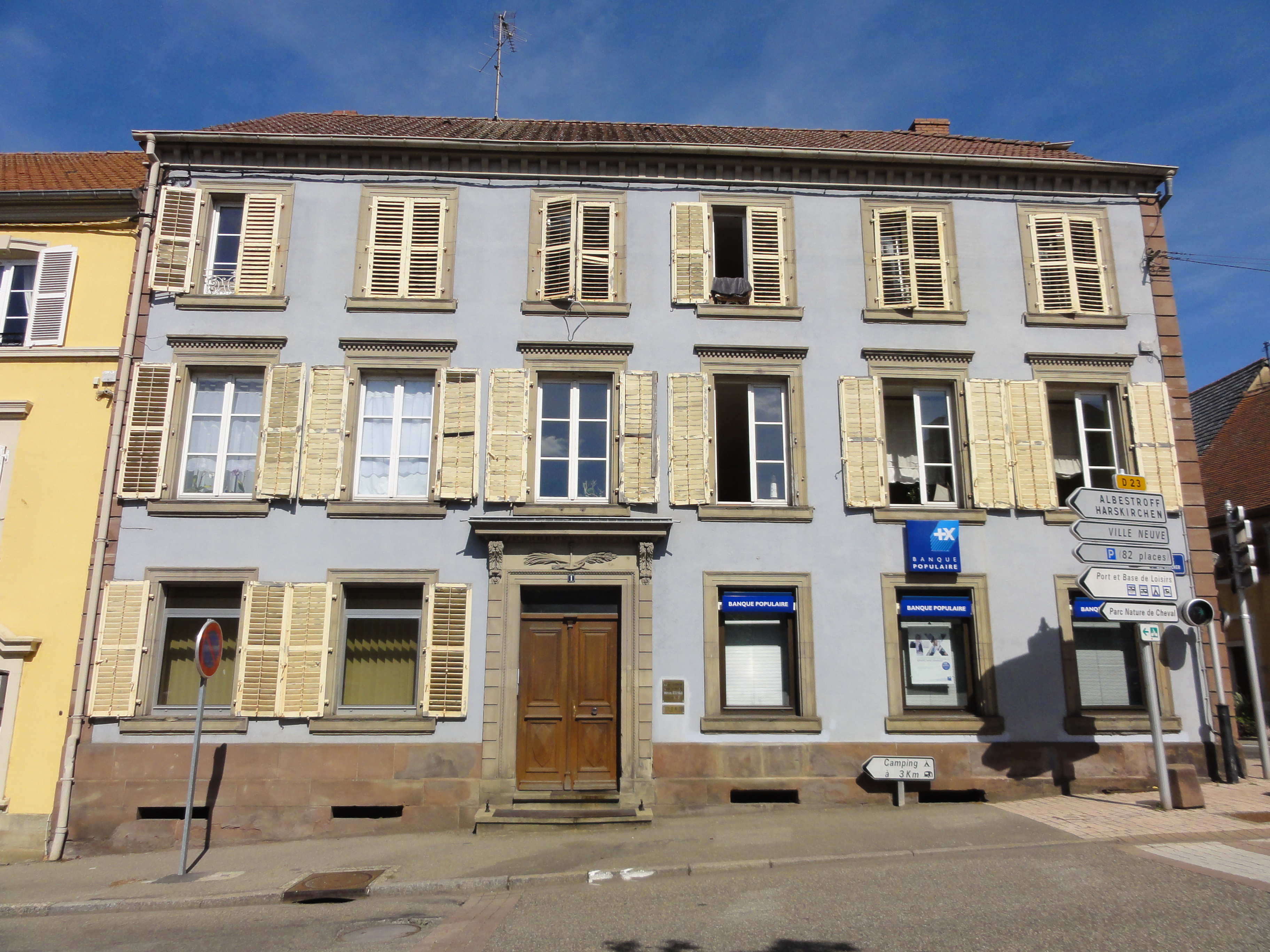
民居2
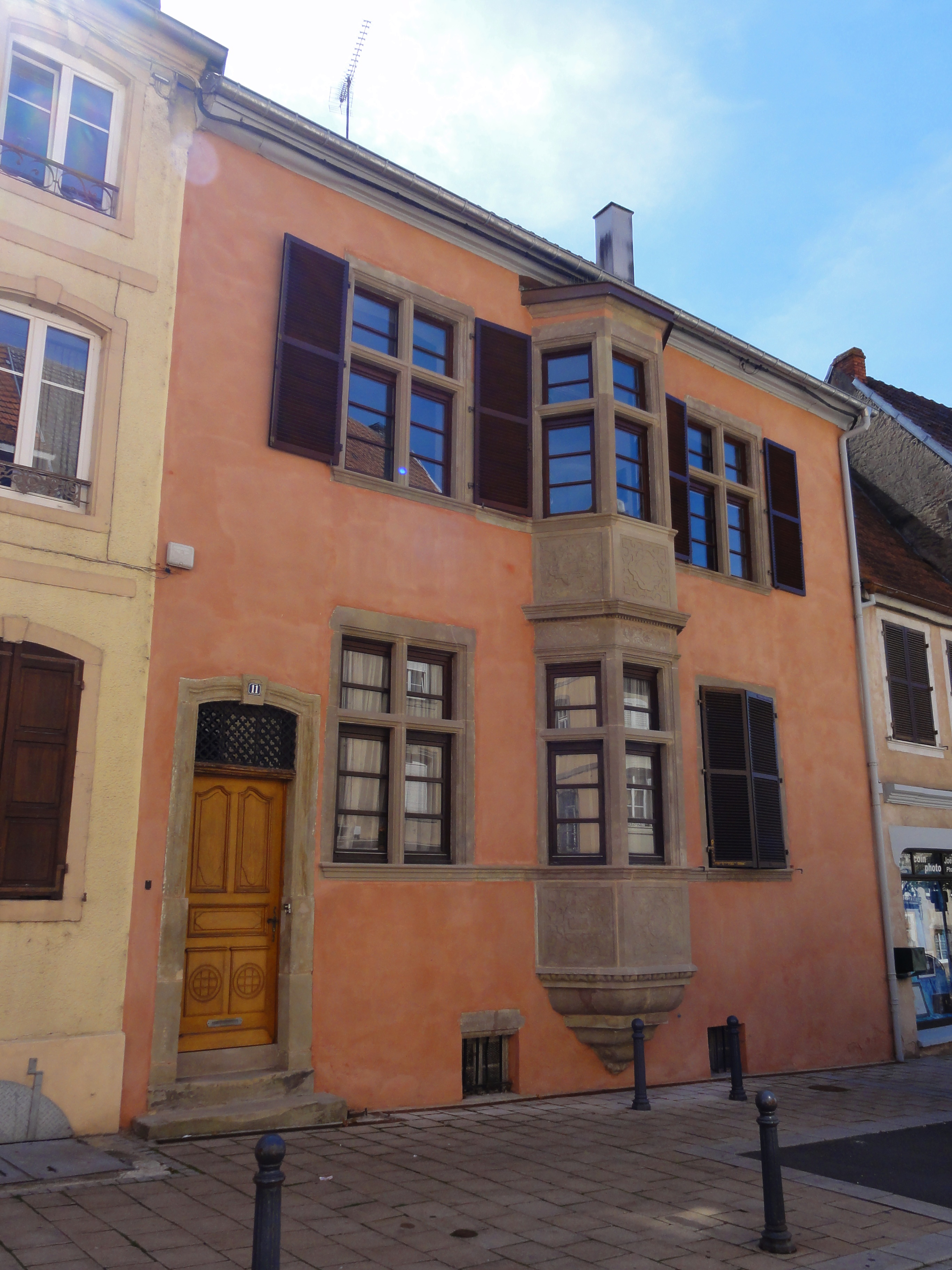
民居3

### 旅游
萨尔于尼翁的旅游事务由其所属的公共社区负责。2020年，萨尔于尼翁境内共有2家宾馆共计14间房间。

### 媒体
法国主要的媒体均可在萨尔于尼翁接收，法国电视三台下属的大东部大区频道在部分时段播出萨尔于尼翁所属区域的地方新闻。

## 友好城市
截至2020年11月，萨尔于尼翁暂无任何友好城市关系。